# 金成鴻
金成鴻（韓語：김성홍；英語：Kim Sung Hong，1956年8月7日—），韓國電影導演。

## 簡歷
金成鴻在1956年8月7日出生於韓國釜山市，韓國中央大學戲劇電影學系畢業，1990年執導《那麼，偶爾抬頭看看天空》正式晉身導演行列，另外還為1993年賣座喜劇片《特警冤家》擔任編劇，1995年憑驚悚片《指甲》入圍第33屆大鐘獎最佳導演獎。

## 作品列表
- 《甜蜜新娘（朝鲜语：달콤한 신부들）》（編劇）（1989年）
- 《幸福與分數無關（朝鲜语：행복은 성적순이 아니잖아요）》（編劇）（1989年）
- 《那麼，偶爾抬頭看看天空（朝鲜语：그래 가끔 하늘을 보자）》（編劇、導演）（1990年）
- 《17歲的政變（朝鲜语：열 일곱살의 쿠테타）》（導演）（1991年）
- 《漢城，Evita（朝鲜语：서울, 에비타）》（編劇）（1991年）
- 《特警冤家》（編劇）（1993年）
- 《指甲》（導演）（1995年）
- 《特警冤家續集（朝鲜语：투캅스 2）》（編劇）（1996年）
- 《陷阱（朝鲜语：올가미 (영화)）》（導演）（1997年）
- 《新裝開店（朝鲜语：신장개업）》（故事、導演）（1999年）
- 《凶劫（朝鲜语：세이 예스 (영화)）》（導演）（2001年）
- 《失蹤（朝鲜语：실종 (영화)）》（導演）（2009年）
- 《DOCTOR（朝鲜语：닥터 (2013년 영화)）》（故事、編劇、導演）（2013年）

## 獎項
- 1990年：第26屆百想藝術大獎－電影部門最佳劇本獎《幸福與分數無關（朝鲜语：행복은 성적순이 아니잖아요）》

## 外部連結
- 金成鴻在互联网电影资料库（IMDb）上的資料（英文）
- 金成鴻在韩国电影数据库（KMDb）上的資料（韓語）